# Кристи, Оскар
Оскар Кристи Гальо (исп. Óscar Cristi Gallo; 29 июня 1916, Вальпараисо — 25 марта 1965) — чилийский карабинер, призёр Олимпийских игр.
Родился в 1916 году. В 1940-х годах стал выступать на соревнованиях по конному спорту, в 1942 году впервые принял участие в международных соревнованиях. После Второй мировой войны принимал участие в различных соревнованиях по конному спорту в Америке и Европе. В 1952 году на Олимпийских играх в Хельсинки завоевал серебряные медали в конкуре и командном конкуре (вместе с Сесаром Мендосой и Рикардо Эчеверриа). В 1955 и 1959 годах завоёвывал бронзовые медали Панамериканских игр в командном конкуре.
В 1965 году погиб в автокатастрофе. В настоящее время его именем названа школа верховой езды чилийских карабинеров.